# Chiesa del Patrocinio di San Giuseppe (Lendinara)
La chiesa del Patrocinio di San Giuseppe è la parrocchiale patronale di Molinella, frazione del comune italiano di Lendinara in provincia di Rovigo. Sino al 1946 fu chiamata chiesa di  San Giuseppe e Santa Caterina. Appartiene al vicariato di Lendinara-San Bellino della diocesi di Adria-Rovigo e la sua storia inizia nel XVII secolo. 

## Storia

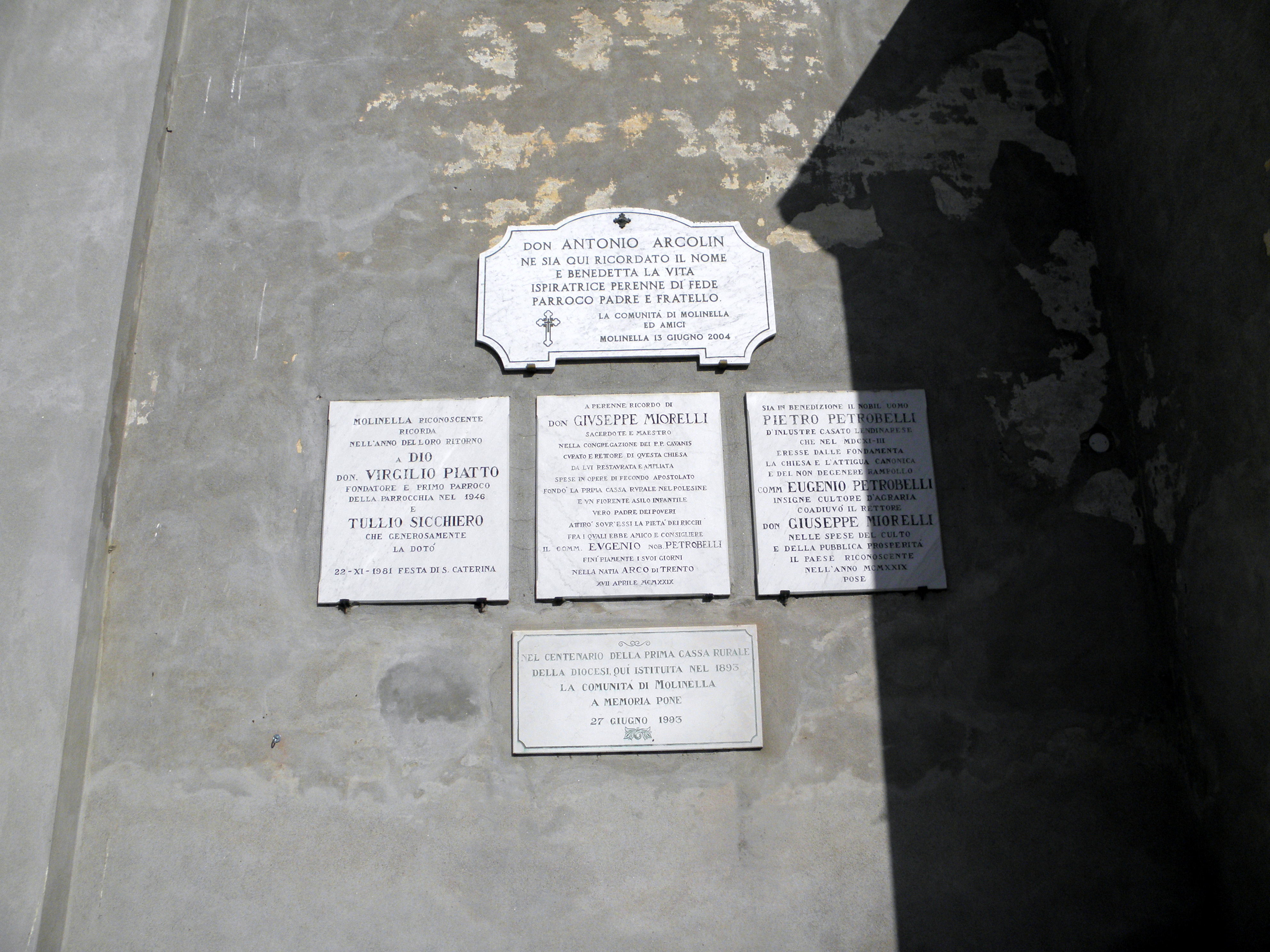
Targhe e lapidi commemorative poste esternamente alla facciata laterale destra della chiesa

Il nobile di Lendinara Petrobello Petrobelli, che possedeva grandi estensioni agricole in località Molinella, all'inizio del XVII secolo espresse al vescovo di Adria Girolamo Porcia il desiderio di innalzare la prima chiesa in loco per poter permettere ai fedeli alle sue dipendenze e a chi viveva nelle vicinanze di poter seguire i riti religiosi senza doversi spostare verso altre chiese troppo lontane per i tempi e per le condizioni delle vie. Con tale richiesta si dichiarò disponibile a far costruire anche la canonica ed a dotare il luogo di culto della necessaria rendita. Alla sua morte, avvenuta nel 1636, la nuova chiesa, con dedicazione a San Giuseppe e Santa Caterina, risultò già costruita. Il vicario episcopale Riminaldo Busson vi si recò nel 1661 inviato dal vescovo Bonifacio Agliard mentre era diretto anche a Molinella in visita pastorale e dagli atti visitali redatti nell'occasione risulta che la chiesa aveva orientamento tradizionale verso est, era dotata di due altari, che l'altare laterale aveva una pala dipinta e aveva due ingressi. Attorno al 1813 la piccola chiesa risultava ancora sussidiaria della chiesa di San Biagio di Lendinara e che la sua proprietà, nel frattempo, era stata trasferita dalla famiglia Petrobelli prima alla famiglia Mussati di Padova e poi ai Giustinian di Venezia, che ne ebbero il giuspatronato sino al 1861, anno nel quale entrò a pieno titolo sotto la giurisdizione ecclesiastica della diocesi di Adria. L'anno 1894 fu molto importante per la chiesa perché a Molinella fu nominato rettore don Giuseppe Miorelli, nativo di Arco in Trentino, che iniziò la ricostruzione con ampliamento del primitivo luogo di culto a Molinella. I lavori iniziarono quasi subito e alla fine la chiesa risultò con la navata di maggiori dimensioni, con altri due nuovi altari e la canonica rinnovata. La torre campanaria storica venne sistemata e, a lavori ultimati, venne celebrata la sua solenne consacrazione l'11 marzo 1926 alla presenza del vescovo Anselmo Rizzi. Venne elevata a dignità di chiesa parrocchiale con dedicazione al Patrocinio di San Giuseppe dal vescovo Guido Maria Mazzocco nel 1946 e il decreto della Presidenza della Repubblica Italiana il 28 gennaio 1953 ne riconobbe il valore anche sul piano civile.

### Don Giuseppe Miorelli
Nel 1894 a Molinella fu nominato rettore don Giuseppe Miorelli, a lui si deve la ricostruzione del luogo di culto nelle forme che ci sono pervenute, e sempre alla sua azione si deve la fondazione nel Polesine di Rovigo della sua prima Cassa Rurale. Tale fondazione viene ricordata nel volume RovigoBanca: un secolo e più di credito cooperativo in Polesine. A Giuseppe Miorelli è stata intitolata anche la piazza dove sorge la chiesa.

## Descrizione

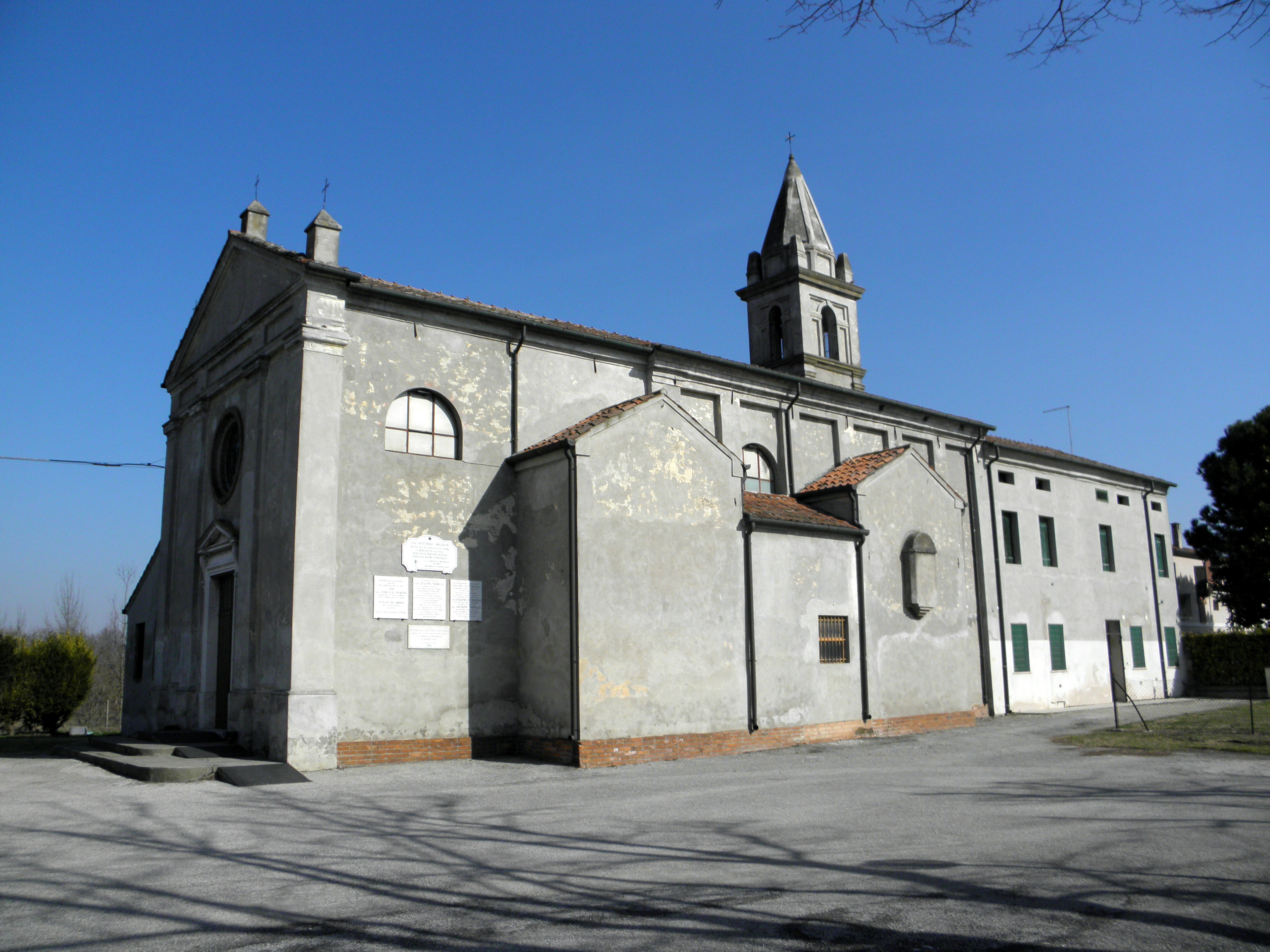
Prospetto laterale destro della chiesa di Molinella di Lendinara

### Esterni
La chiesa si trova a Molinella, località di Lendinara in provincia di Rovigo. Posta leggermente decentrata dal centro abitato mostra orientamento verso ovest. La facciata a capanna in stile neoclassico è caratterizzata da quattro grandi lesene di ordine dorico che reggono il frontone timpanato triangolare con tre pinnacoli, in posizione centrale ed agli estremi. Il portale di accesso è architravato con piccolo frontone sormontato in asse dal grande rosone che porta luce alla sala. Nei prospetti laterali sono poste grandi finestre a lunetta. La torre campanaria si trova in posizione arretrata sulla sinistra ed è stata ristrutturata nel 1961. La cella campanaria si apre con quattro grandi finestre a monofora ed è sormontata dalla cuspide a forma di piramide ottagonale. All'interno della cella campanaria sono ospitate 3 campane, di cui la maggiore fusa nel 1897 dalla fonderia Colbachini di Padova e le due minori rifuse nel 1948 dalla fonderia Colbachini di Bassano del Grappa. La copertura del tetto a due falde è in coppi di laterizio.

### Interni
La navata interna è unica con impianto basilicale ampliata da tre cappelle laterali. La copertura della navata è un soffitto piano. Ai lati dell'arco santo, attraverso il quale si accede al presbiterio, sono poste due nicchie. Il presbiterio è leggermente rialzato. L'adeguamento liturgico è stato realizzato tra il 1980 e il 1990 con la posa della mensa rivolta al popolo in marmo bianco conservando l'altare maggiore storico. Il fonte battesimale a catino è in marmo rosa ed è posto su una piccola colonna.